# Pierre-Charles Desmanet de Biesme
Pierre-Charles Desmanet de Biesme, né à Namur le 27 janvier 1793 et mort à Bruxelles le 28 mars 1865, est un homme politique belge.

## Fonctions et mandats
- Chambellan du Roi des Pays-Bas : 1815-
- Membre du Congrès national : 1830-1831
- Membre de la Chambre des représentants de Belgique : 1831-1839
- Membre du Sénat belge : 1839-1859

## Sources
- Carl BEYAERT, Biographies des membres du Congrès national, Brussel, 1930, p. 60
- Carlo BRONNE, La conspiration des paniers percés, Brussel, 1959
- Julienne LAUREYSSENS, Industriële Naamloze vennootschappen in België, 1819-1857, Leuven, 1975.
- Oscar COOMANS DE BRACHÈNE, État présent de la noblesse belge, Annuaire 1987, Brussel, 1987.
- Jean-Luc DE PAEPE & Christiane RAINDORF-GERARD, Le Parlement belge, 1831-1894. Données biographiques, Brussel, 1996.

- Ressource relative à plusieurs domaines :   - ODIS
- DESMANET DE BIESME Pierre (1793-1865)